# Zell (Lucerna)
Zell – miejscowość i gmina w środkowej Szwajcarii, w kantonie Lucerna, w okręgu Willisau.

## Demografia
W Zell mieszka 2 086 osób. W 2021 roku 14,2% populacji gminy stanowiły osoby urodzone poza Szwajcarią. 

## Transport
Przez teren gminy przebiegają drogi główne nr 23 oraz nr 256. 